# 朱鲁帕谷
朱鲁帕谷（Jurupa Valley）是美国加利福尼亚州里弗赛德县的一座城市。2011年3月8日，选民批准了一项被称为议案A的投票议案，使该地区建立自己的城市；因此，该地区自2011年7月1日起成为建制市。
朱鲁帕谷市占地约43.5平方英里（113平方公里），估计人口98,842。

## 地理
朱鲁帕谷位于圣安娜河的北部和西部，里弗赛德 - 圣贝纳迪诺县界的南部，以及15号州际公路的东部。它包括米拉洛马，格伦埃文，Sky Country，印第安希尔斯，佩德利，鲁比杜，贝尔敦，朱鲁帕，朱鲁帕希尔斯和Sunnyslope社区。该地区的居民曾于1992年就建市投票; 然而，选民否决了它，以及成立米拉洛马市的竞争性投票议案。